# Orosz Tudományos Akadémia Könyvtára
Az Orosz Tudományos Akadémia Könyvtára (Библиотека Российской академии наук) állami tulajdonú könyvtár Szentpéterváron, amelyet az Orosz Tudományos Akadémia tagjai és a felsőfokú végzettségűek vagy a felsőoktatási rendszerben részt vevő diákok egyaránt használhatják. A könyvtár az akadémia része, mely a központi gyűjteményen kívül több szentpétervári felsőoktatási intézmény könyvtárainak gyűjteményét is magába foglalja több más város tudományos intézményeinek könyvtárával együtt.

## Története
1714-ben I. Péter orosz cár alapította Szentpéterváron, ahol a Tudományos Akadémia részeként jött létre. 1747-től az összes felsőoktatási intézményének, majd 1783-tól az ország minden kiadójának kötelespéldányt kellett szolgáltatnia könyvtár számára.
1728–1924 között Kunsztkamerában voltak a könyvek elraktározva, majd az 1920-as években a rendszerváltás következtében nagyon sok könyvet adtak át az Orosz Tudományos Akadémia Könyvtárának, ezért 1924–1925 között a gyűjteményt új épületbe szállítottak, ami már 1914-ben elkészült, azonban az első világháború ideje alatt katonai kórházként működött.
1941–1944 között a város ostromának ideje alatt a gyűjtemény a városban maradt, a könyvtár pedig nyitva állt. 
1988. február 15-én a könyvtárban hatalmas tűzvész pusztított, aminek eredményeként jelentős mennyiségű könyv és dokumentum megsérült vagy megsemmisült. Ezt megelőzően 1986-ban 17 288 365 tételt számolt a könyvtár gyűjteménye.

## Könyvtár adatai
- Központi gyűjtemény: 20,6 millió tétel
- Jegyzékbe vett tételek száma: 26,5 millió tétel
- Könyvtár igazgatója: Valery Leonov

## Fordítás
Ez a szócikk részben vagy egészben  a   Library of the Russian Academy of Sciences című angol Wikipédia-szócikk ezen változatának fordításán alapul.  Az eredeti cikk szerkesztőit annak laptörténete sorolja fel. Ez a jelzés csupán a megfogalmazás eredetét és a szerzői jogokat jelzi, nem szolgál a cikkben szereplő információk forrásmegjelöléseként.